# Boczanka brązowianka
Boczanka brązowianka (Pleuroptya ruralis) – gatunek motyla z rodziny wachlarzykowatych (Crambidae). Skrzydła o rozpiętości ok. 28–40 mm, prawie przezroczyste o perłowym połysku. Na obu parach skrzydeł 2–3 ciemne, faliste linie poprzeczne. Odnóża białe.
Owady dorosłe można spotkać od maja do września.
Gąsienice żerują od wczesnej wiosny (forma zimująca) do późnej jesieni. Podstawowymi roślinami żywicielskimi gąsienic są pokrzywa zwyczajna, komosy, łobody, chmiel zwyczajny, wiązówka błotna, porzeczki, tawuły. Przestraszone gąsienice zwijają się w kłębek i toczą się z szybkością do 40 cm/s, co często pozwala im uciec przed drapieżnikami.